# Synopsis
Synopse eller synopsis (fra græsk συν, syn, "sammen" og οψις, opsis, "se") er en sammenfatning, oversigt eller kortform af noget længere. Det kan også være et oplæg til en større opgave med disposition og emneafgrænsning. Synopsis bruges ofte med samme betydning som et abstrakt af en film, bog eller uddannelsesopgave.

## Uddannelse
Synopsis bruges hyppigt på uddannelsesinstitutioner som en betegnelse for en eksamensform, der blev indført i 2005. Meningen er i det lange løb, at den skal overtage den gamle eksamensform. Til en synopsis-eksamen trækkes et emne. Herefter er der en afgrænset periode, f.eks. tre uger, til at skrive en synopsis, som skal indeholde: Begrundelse for valg af emne, kildehenvisninger, disposition og litteraturliste. På de gymnasiale uddannelser til en , skal en synopsis være på 3-5 sider, eksklusiv forside, litteraturliste og eventuelle figurer og tabeller.
På flere uddannelser forekommer 24-timers og 48-timers synopsis-eksamener, hvori man har enten 24 eller 48 timer til at lave sin synopsis og derefter fremlægge. En synopsis kan have forskellige form afhængig af uddannelsesinstitution og kan ligeledes fungere som en udvidet disposition for en mundtlig eksamen.

## Bibel
I Bibelen taler man om de synoptiske evangelier, der er de tre første evangelier (Matthæus, Markus og Lukas) i tre parallelle spalter, så overensstemmende handling står ved siden af hinanden.